# Manama
Manama (en árabe: المنامة‎, romanizado: El-Manāmah o Manāmah) es la capital de Baréin, ubicada a orillas del golfo Pérsico, en el nordeste de la isla. Es la ciudad más grande del país, con una población estimada para 2009 de 156.872 habitantes (aproximadamente un quinto de la población del país), cifra que aumenta hasta 679.467 habitantes en su aglomeración urbana.
Manama es mencionada en las crónicas islámicas al menos desde 1345. Fue tomada por los portugueses en 1521 y más adelante por los persas en 1602. La dinastía Al Khalifah ha gobernado el país desde 1783 con pequeñas interrupciones. Manama fue declarada puerto libre en 1958 y, en 1971, se convirtió en la capital de Baréin independiente.
La base económica de Manama, al igual que la del resto del país es la industria petrolera, destacando también la pesca y la obtención de perlas. En Manama se encuentra la sede de la Universidad de Baréin, fundada en 1986. Manama es servida por el Aeropuerto Internacional de Baréin en la isla de Al Muharraq.

## Toponimia
No se sabe con certeza de donde proviene el nombre de Manama, lo que sí se sabe es que este se adoptó después de que el nombre de la zona fuese cambiado varias veces por los distintos invasores que atacaban las islas, y por tanto, debido a su estratégica ocupación, también Manama.

## Historia
El norte de la isla principal de Baréin, que está dominado por Manama ha tenido actividad humana desde hace aproximadamente 5000 años, como se indica a partir de los restos de los alrededores del Bahrein Fort.
La civilización Dilmun construyó en esta área su capital y enterró a sus muertos más al sur en las tumbas de A'ali. Los isleños se vieron preocupados por una serie de invasores que llegaron aquí por mar, a partir de los asirios, durante un período aC y terminaron con los árabes. Esta civilización estuvo muchos siglos en la isla y el nombre de esta fue siendo cambiado según los nuevos invasores que llegaran.
Desde un principio Manama fue clave en el desarrollo comercial de la isla. Manama y sus habitantes, descubrieron por primera vez el Islam durante el siglo VII.
Manama fue mencionada por primera vez por cronistas del Islam en torno al año 1345. La ciudad fue conquistada por Portugal en 1521 aplastando a las pequeñas fuerzas locales y después por los Persas en 1602. Durante la época colonial fue construido la fortaleza portuguesa Qal'at al-Bahrain. Desde 1783 se encuentra bajo el control de la dinastía Al-Khalifah, la que gobierna en Baréin.

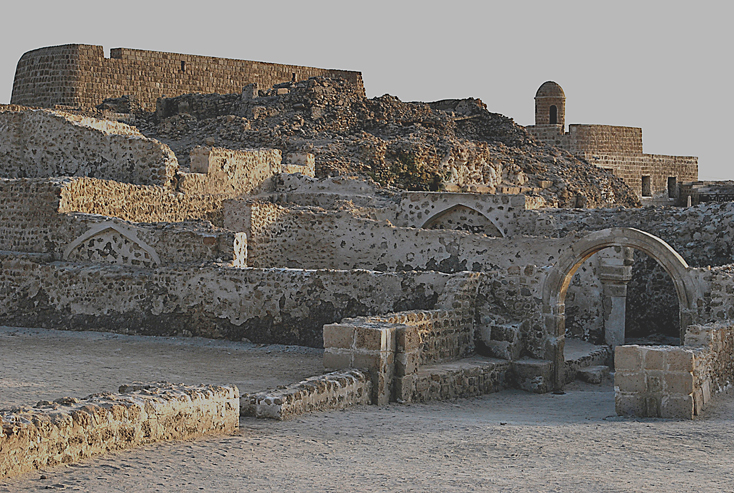
Vista general de la fortaleza construida por los portugueses.

Antes de la Segunda Guerra Mundial más concretamente en 1931 se descubrió petróleo en la isla unos 30 kilómetros (19 millas) al sur de Manama por lo que esta comenzó a florecer rápidamente. Tras la Segunda Guerra Mundial, Baréin se fue moviendo lentamente hacia la independencia y, finalmente, en 1971 los británicos se retiraron dejando Manama a cargo de sus propios asuntos. Este fue el comienzo de un período en el que la ciudad ha crecido y florecido, principalmente gracias a una considerable riqueza acumulada a través de la producción de petróleo y la transformación de este.
Manama fue declarada como zona de libre comercio en 1958, y en 1971 se convirtió en la capital del Baréin independiente.

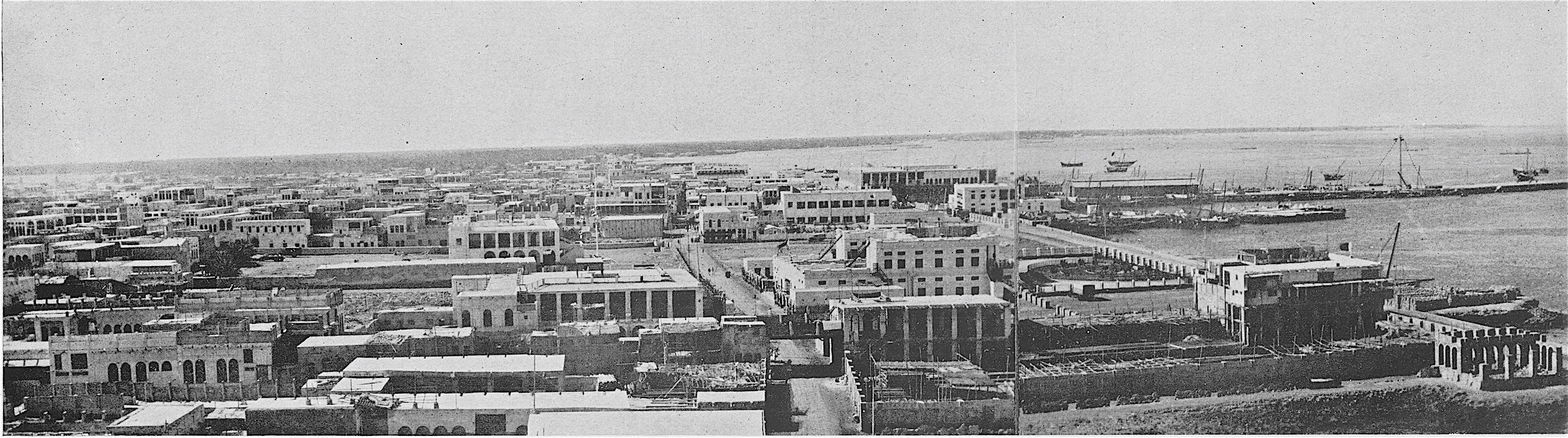
Vista general de Manama hacia 1945.

La Manama posterior a la independencia se caracterizó por la rápida urbanización de la ciudad y la absorción de los pueblos y aldeas vecinas en una única zona urbanizada, incorporando nuevos barrios como Adliya y Salmaniya. El auge de la construcción atrajo a un gran número de extranjeros del subcontinente indio y, en 1981, los extranjeros superaban en número a los bahreiníes en una proporción de dos a uno La construcción del distrito del Área Diplomática en el noreste de la ciudad ayudó a facilitar la diversificación de la economía del país respecto del petróleo mediante la explotación de la lucrativa industria financiera. Las instituciones financieras en el distrito sumaban 187 en 1986. La escasez de terrenos aptos para la construcción llevó a la recuperación de tierras. El activismo religioso emigró de Manama a los distritos suburbanos de Bani Jamra, Diraz y Bilad Al Qadeem, focos de malestar en el levantamiento de los años 90 que exigía el restablecimiento de un parlamento electo. En 2001, los bahreiníes aprobaron la Carta de Acción Nacional, presentada por el rey Hamad bin Isa al-Khalifa. La carta dio lugar a las primeras elecciones parlamentarias y municipales en décadas. Nuevas elecciones en 2006 y 2010 llevaron a la elección de los partidos islamistas, Al Wefaq, Al Menbar y Al Asalah, así como a candidatos independientes. En 2011, un levantamiento que duró un mes condujo a la intervención de las fuerzas del CCG y a la proclamación de un estado de emergencia de tres meses. La Comisión de Investigación Independiente de Bahréin publicó un informe de 500 páginas sobre los acontecimientos de 2011.

## Educación
Manama dispone de una amplia gama en cuanto a escuelas se refiere, algunas de las universidades e institutos más populares e importantes son:
- Ahlia University
- AMA International University, Bahrain Archivado el 18 de mayo de 2009 en Wayback Machine.
- Applied Science University
- Arab Open University
- Arabian Gulf University
- Bahrain Institute of Banking and Finance (BIBF)
- College of Health Sciences
- Delmon University
- The Kingdom University
- New York Institute of Technology

La ciudad también dispone de la universidad más prestigiosa de todo Baréin la Universidad de Baréin.

## Economía
Manama es el punto focal de la economía del país. Aunque el petróleo ha disminuido en importancia en los últimos años debido al agotamiento de las reservas, sigue siendo el pilar de la economía del país, mientras que la industria pesada (por ejemplo, la fundición de aluminio, reparación de buques), la banca, las finanzas, y el turismo son cada vez más importantes.
Varias multinacionales han construido sus instalaciones y oficinas en Manama y los alrededores. La base económica para Manama son los servicios financieros, con más de doscientas instituciones financieras y bancos con sede en el CBD y la Zona Diplomática. También hay una gran distribución en los centros comerciales de toda la ciudad, mientras que el centro de Manama está dominada por pequeños talleres y comerciantes individuales.

### Turismo
El turismo en la ciudad está aumentando mucho en los últimos años y ya ha llegado a convertirse en una de las actividades económicas más importantes aportando gran parte del dinero que genera la economía. La ciudad dispone de un gran número de hoteles de dos, tres, cuatro y cinco estrellas: uno, cuatro, quince y tres respectivamente.

## Transportes

### Red de carreteras
Manama es el principal eje de la red de carreteras del país. Por el momento, la red de carreteras de la ciudad se encuentra bajo una enorme ola de desarrollo, debido a que el Ministerio de Obras Públicas está llevando a toda la prisa la acción de mejorar la red de carreteras en Manama, debido al hecho de que es la capital y principal ciudad del país además de donde se encuentran la mayoría de los gobiernos, oficinas comerciales e instalaciones junto con los centros de entretenimiento.
Se han establecido asimismo varios planes y proyectos para poder así mejorar la situación del tráfico en la ciudad y eliminar la mayor parte de las rotondas de la ciudad y reemplazarlas por los cruces de tráfico señalizados. En adición, algunos de los cruces en las principales rutas de la ciudad están siendo reemplazados además de la mejora de los intercambiadores, túneles, puentes y salidas de paso elevado.
Los atascos de tráfico son frecuentes debido al rápido aumento de vehículos en la ciudad, lo que hace difícil a las autoridades hacer frente al problema del tráfico. El esbozo de la actual red de carreteras se remonta a principios de los años 1930, poco después del descubrimiento del petróleo. El principal medio de transporte de la ciudad son los vehículos privados y los taxis.

### Autobuses
Manama tiene un amplio servicio de autobuses que es mucho más económico que otros modos de transporte. Una tarifa mínima de 150-200 fils le permite viajar en autobús. Hay rutas de autobuses a otras ciudades como Al Muharraq e Isa Town.

### Tráfico aéreo
El Aeropuerto Internacional de Baréin está situado en la isla de Al Muharra a unos 7 km (4 millas) del centro de Manama. Se trata de uno de los principales aeropuertos en el Oriente Medio. Está estratégicamente situado en el norte del Golfo Pérsico entre los principales mercados de Arabia Saudita e Irán, el aeropuerto tiene una de las más amplias gamas y la más alta frecuencia de los servicios regionales en conexiones con los principales destinos internacionales en Europa, Asia y África

## Geografía

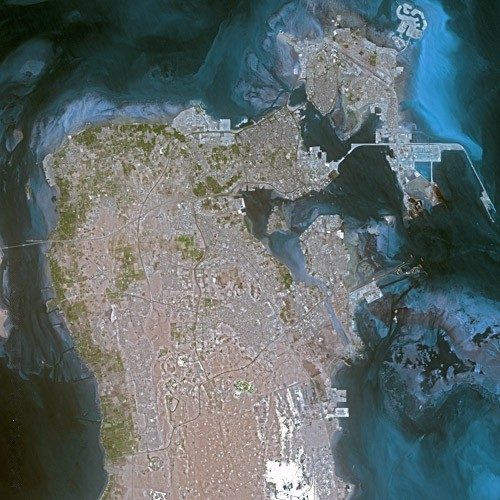
Vista satélite de Manama.

La ciudad está ubicada en el extremo noreste de la esquina de Baréin en una pequeña península, debido a este hecho, la ciudad tiene un agradable paseo marítimo. Como en el resto de Baréin, la tierra es plana en general (o suavemente móvil) y árida.

## Clima
En Manama como en el resto de Baréin, se dan condiciones climáticas extremas con temperaturas que van desde los 48 grados Celsius (118 °F) máximos en verano, a los 15 grados Celsius (59 °F) mínimos en invierno con granizo en algunas ocasiones. Las temperaturas medias en invierno son de 17 grados Celsius (63 °F) y en verano de 45 grados Celsius (113 °F). La estación más agradable en la capital de Baréin es el otoño, cuando el sol es bajo, junto con temperaturas cálidas, moderadas por la brisa suave.
| Parámetros climáticos promedio de Manama, Baréin   | Parámetros climáticos promedio de Manama, Baréin | Parámetros climáticos promedio de Manama, Baréin | Parámetros climáticos promedio de Manama, Baréin | Parámetros climáticos promedio de Manama, Baréin | Parámetros climáticos promedio de Manama, Baréin | Parámetros climáticos promedio de Manama, Baréin | Parámetros climáticos promedio de Manama, Baréin | Parámetros climáticos promedio de Manama, Baréin | Parámetros climáticos promedio de Manama, Baréin | Parámetros climáticos promedio de Manama, Baréin | Parámetros climáticos promedio de Manama, Baréin | Parámetros climáticos promedio de Manama, Baréin | Parámetros climáticos promedio de Manama, Baréin |
| Mes                                                | Ene.                                             | Feb.                                             | Mar.                                             | Abr.                                             | May.                                             | Jun.                                             | Jul.                                             | Ago.                                             | Sep.                                             | Oct.                                             | Nov.                                             | Dic.                                             | Anual                                            |
| -------------------------------------------------- | ------------------------------------------------ | ------------------------------------------------ | ------------------------------------------------ | ------------------------------------------------ | ------------------------------------------------ | ------------------------------------------------ | ------------------------------------------------ | ------------------------------------------------ | ------------------------------------------------ | ------------------------------------------------ | ------------------------------------------------ | ------------------------------------------------ | ------------------------------------------------ |
| Temp. máx. media (°C)                              | 20.0                                             | 21.2                                             | 24.7                                             | 29.2                                             | 34.1                                             | 36.4                                             | 37.9                                             | 38.0                                             | 36.5                                             | 33.1                                             | 27.8                                             | 22.3                                             | 30.1                                             |
| Temp. mín. media (°C)                              | 14.1                                             | 14.9                                             | 17.8                                             | 21.5                                             | 26.0                                             | 28.8                                             | 30.4                                             | 30.5                                             | 28.6                                             | 25.5                                             | 21.2                                             | 16.2                                             | 23.0                                             |
| Precipitación total (mm)                           | 14.6                                             | 16.0                                             | 13.9                                             | 10.0                                             | 1.1                                              | 0                                                | 0                                                | 0                                                | 0                                                | 0.5                                              | 3.8                                              | 10.9                                             | 70.8                                             |
| Días de precipitaciones (≥ 1.0 mm)                 | 2.0                                              | 1.9                                              | 1.9                                              | 1.4                                              | 0.2                                              | 0                                                | 0                                                | 0                                                | 0                                                | 0.1                                              | 0.7                                              | 1.7                                              | 9.9                                              |
| Horas de sol                                       | 226.3                                            | 223.2                                            | 238.7                                            | 255.0                                            | 306.9                                            | 339.0                                            | 331.7                                            | 331.7                                            | 312.0                                            | 303.8                                            | 261.0                                            | 226.3                                            | 3355.6                                           |
| Fuente n.º 1: Ministry of Transportation (Bahrain) |                                                  |                                                  |                                                  |                                                  |                                                  |                                                  |                                                  |                                                  |                                                  |                                                  |                                                  |                                                  |                                                  |
| Fuente n.º 2: Hong Kong Observatory                |                                                  |                                                  |                                                  |                                                  |                                                  |                                                  |                                                  |                                                  |                                                  |                                                  |                                                  |                                                  |                                                  |

## Política
Manama es la capital de Baréin y parte de esa misma gobernación, que es una de las cinco gobernaciones de Baréin. Hasta 2002 Manama era una parte del municipio de Al-Manama. La votación sobre si los consejos deben existir dentro de las provincias, junto con ocho circunscripciones se votó en la gobernación de Capital en 2006.

## Deporte
Como en el resto del país el fútbol es el deporte más practicado y la ciudad dispone de tres equipos que juegan en la Liga Premier de Baréin que es la máxima categoría del fútbol profesional en ese país. Esos tres equipos son: el Al Ahli Club, el Al Najma Club y el Al Shabab Club.
Además del fútbol en la ciudad también se practican muchos otros deportes la mayoría en el Al Ahli Stadium que es un estadio multiusos con una capacidad para 10 000 personas aproximadamente.

## Cultura
Manama como el resto de Baréin no es totalmente islámico y árabe, el país que atrae a un gran número de extranjeros, al menos de ⅓ de la población tiene una gran cantidad de tradiciones y corrientes culturales distintas. El alcohol es legal en el país y bares y discotecas operan en la ciudad, en contraste con la vecina Arabia Saudita, que prohíbe el alcohol en todas las circunstancias. Esto para la mayoría de la población es visto como un signo de que el país es fuertemente islámico pero de mente abierta y tolerante con otros y otras culturas. Los deportes tradicionales de la zona junto con la variedad de comidas de las que se dispone también forman parte de la cultura de la ciudad y del país.

## Ciudades hermanadas
- Kuwait (ciudad), Kuwait.
- Doha, Catar.
- Túnez (ciudad), Túnez.
- Trípoli, Líbano.
- Chicago, Estados Unidos.
- Dubái, Emiratos Árabes Unidos.
- Chiang Mai, Tailandia.